# Клеопатра IV
Клеопа́тра IV (др.-греч. Κλεοπάτρα; ок. 138 — 135 до н. э. — ум. 112 до н. э., храм Дафны около Антиохии) — царица Египта 116 — 115 до н. э. Жена Птолемея IX. Вторым браком супруга царя Сирии Антиоха IX Кизикского.

## Биография
Клеопатра была дочерью Птолемея VIII и Клеопатры III и сестрой Птолемея IX, Птолемея X, Клеопатры Селены I и Трифены.
Около 119 — 118 до н. э. Клеопатра вышла замуж за своего брата Птолемея IX Лафуса, когда он ещё был наследником престола.
Около 115 до н. э. её мать Клеопатра III добилась расторжения брака и женила Птолемея IX на его сестре Клеопатре Селене.
Клеопатра бежала в Египет, а затем на Кипр, где вышла замуж за Антиоха IX Кизикского. Она убедила Антиоха IX начать войну за трон с его двоюродный братом Антиохом VIII Грипом, но была захвачена в плен. Трифена, супруга Антиоха VIII и сестра Клеопатры, вопреки желанию своего супруга приказала убить Клеопатру в храме Дафны, расположенном недалеко от Антиохии. Клеопатре отрубили руки, которыми она цеплялась за алтарь, и она умерла, призывая проклятия на голову сестры, и уже в следующем году Антиох IX захватил Трифаену и принес её в жертву духу своей жены.